# Schweizer Bobbahn (Europa-Park)
Schweizer Bobbahn is een bobslee-achtbaan in het Duitse Europa-Park. Hij is in 1985 gebouwd door Mack Rides en is een aangepast Bobsled model. Het is de tweede achtbaan die Europa-Park gebouwd heeft. Schweizer Bobbahn heeft geen normale rails maar een metalen goot, hierdoor kunnen de treinen heen en weer slingeren en dit geef een rodelgevoel mee.

## Thema
Schweizer Bobbahn heeft een Zwitsers thema. Onder de baan ligt een Zwitsers dorpje waar je doorheen kan wandelen, dit dorpje is pas later toegevoegd.

## Locatie
Schweizer Bobbahn is gelegen in het Zwitserse deel van het park, naast de Matterhorn Blitz.

## Treinen

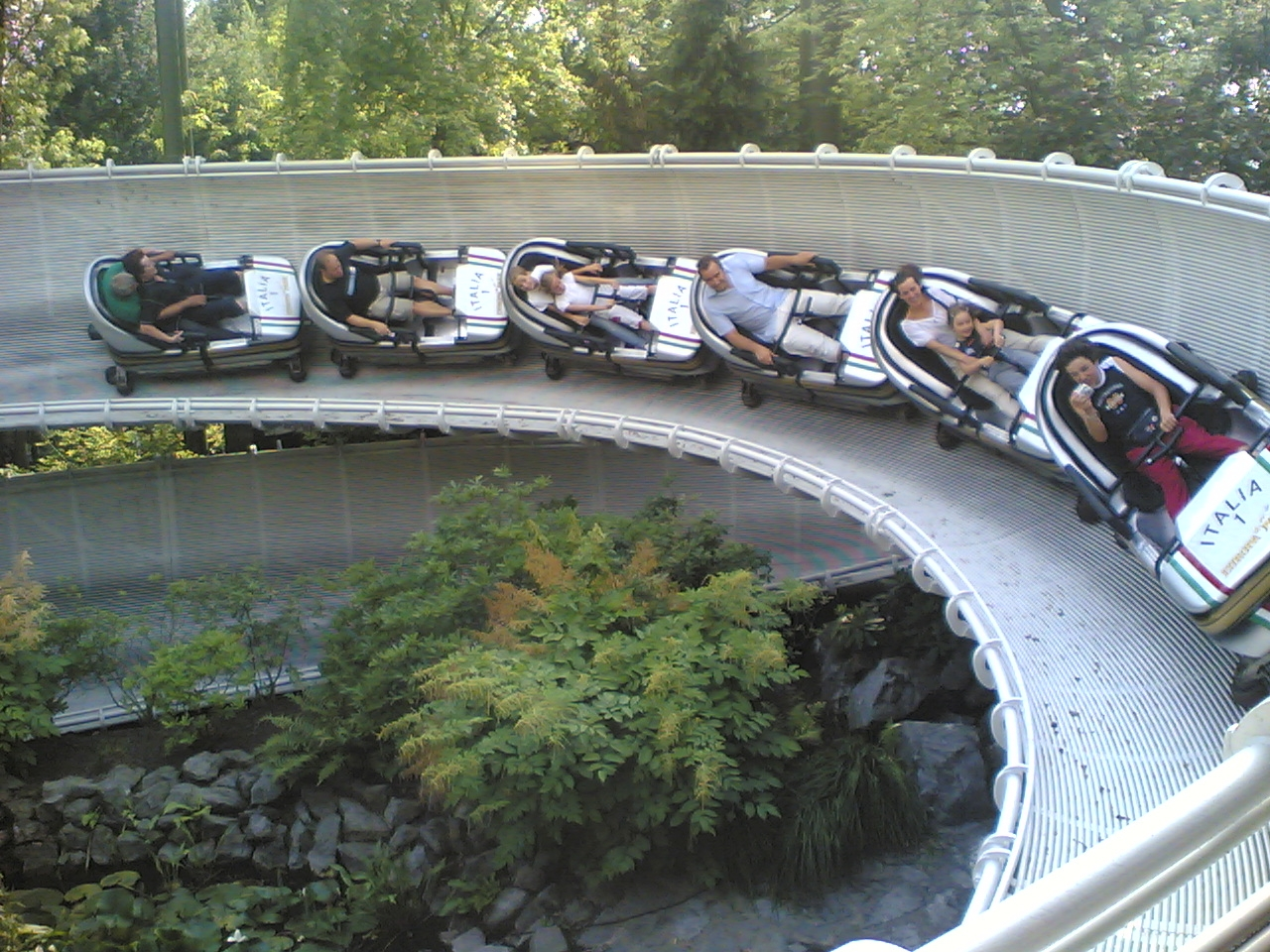
Schweizer Bobbahn

Schweizer Bobbahn heeft vijf treinen en per trein zijn er zes wagentjes. In één wagentje kunnen twee personen achter elkaar zitten, waardoor er maximaal twaalf personen in één trein kunnen.
Lijst van attracties in Europa-Park